# Cijaralang
Cijaralang is een bestuurslaag in het regentschap Pandeglang van de provincie Banten, Indonesië. Cijaralang telt 2743 inwoners (volkstelling 2010).